# Ochthera harpax
Ochthera harpax är en tvåvingeart som beskrevs av Meijere 1911. Ochthera harpax ingår i släktet Ochthera och familjen vattenflugor. Inga underarter finns listade i Catalogue of Life.